# Værker af Bertel Thorvaldsen
Liste over værker af Bertel Thorvaldsen. Se også Værker på Thorvaldsens Museum.
Hvis et eller af flere af værkerne står med Q-nummer, er du mere end velkommen til at tilføje værkets danske titel på Wikidata.
Denne liste bliver periodisk opdateret af en bot. Manuelle ændringer ved listen bliver fjernet ved næste opdatering!
| billede | artikel                                                                             | år             | samling                                                           | inventarnummer   | beliggenhed                 | genre                                     | afbilder |
| ------- | ----------------------------------------------------------------------------------- | -------------- | ----------------------------------------------------------------- | ---------------- | --------------------------- | ----------------------------------------- | --- |
|         | Årets tider. Symboliseret ved fire menneskefigurer                                  | 1794           | Statens Museum for Kunst                                          | KMS5714          | Statens Museum for Kunst    |                                           | |
|         | Døgnets tider. Symboliseret ved fire vingede skikkelser                             | 1794           | Statens Museum for Kunst                                          | KMS5713          | Statens Museum for Kunst    |                                           | |
|         | Popiersie młodzieńca                                                                | 19th century   | National Museum in Warsaw                                         | 158127           | museumsmagasin              | buste                                     | mand |
|         | Jason med det gyldne skind                                                          | 1803           | Thorvaldsens Museum                                               | A822             | Thorvaldsens Museum         | heroisk nøgenhed                          | Jason nøgenhed sandal militærhjelm spyd Gladius contrapposto gang pels Det Gyldne Skind skede navle kønsbehåring tå stamme draperi skulderbælte |
|         | Cupid and Psyche                                                                    | 1800s          | Thorvaldsens Museum                                               | A28              |                             |                                           | Psyke Cupido |
|         | Vénus à la pomme                                                                    | 19th century   | Department of Sculptures of the Louvre                            | RF 3334          | Room 400                    |                                           | Venus æble |
|         | Psyche med skønhedssalven                                                           | 1806           | Thorvaldsens Museum                                               | A821             | Thorvaldsens Museum         |                                           | krukke Psyke |
|         | Venus med æblet                                                                     | 1809           | Statens Museum for Kunst                                          | KMS6004          | Statens Museum for Kunst    | Akt                                       | |
|         | Ida Brun                                                                            | 1809           | Thorvaldsens Museum                                               | A218             |                             |                                           | Ida Brun |
|         | Christian charity                                                                   | 1810           | Department of Sculptures of the Louvre                            | RF 3698          | Room 400                    |                                           | |
|         | Natten                                                                              | 1815           | Thorvaldsens Museum                                               | A901             | Thorvaldsens Museum         | allegori                                  | barn ugle vinge poppy Nyx Hypnos Thanatos |
|         | Hebe                                                                                | 1816           | Thorvaldsens Museum                                               | A874             | Thorvaldsens Museum         |                                           | Hebe |
|         | Alexander Baillie                                                                   | 1816           | Thorvaldsens Museum                                               | A262             |                             |                                           | |
|         | Siddende kat                                                                        | 1817           | Thorvaldsens Museum                                               | C412r            |                             |                                           | kat |
|         | Ganymede with Jupiter's Eagle                                                       | 1817           | Thorvaldsens Museum                                               | A44              |                             | nyklassicisme                             | Zeus Ganymedes |
|         | Christ gives the keys of the kingdom to Peter                                       | 1817           |                                                                   |                  |                             |                                           | |
|         | Cenotaph to Countess Anna Maria Porro Lambertenghi Serbelloni by Bertel Thorvaldsen | 1818           |                                                                   |                  |                             |                                           | |
|         | Józef Poniatowski                                                                   | 1819           | Thorvaldsens Museum                                               | A249             | Thorvaldsens Museum         |                                           | Józef Poniatowski |
|         | Löwendenkmal                                                                        | 1821           |                                                                   |                  |                             | kunst i det offentlige rum                | løve |
|         | J.C. Dahl                                                                           | 1821           | Thorvaldsens Museum                                               | A229             |                             |                                           | J.C. Dahl |
|         | Matthæus                                                                            | 1821           | Thorvaldsens Museum                                               | A87              | Kristussal                  | nyklassicisme                             | Matthæus |
|         | Christ figure                                                                       | 1821 1910      |                                                                   |                  | St. Jacobi-Kirchhof I       | kunst i det offentlige rum religiøs kunst | Jesus |
|         | Peter                                                                               | 1821-05        | Thorvaldsens Museum                                               | A86              | Kristussal                  |                                           | Apostlen Peter nøgle |
|         | Amor hos Anakreon, Vinteren                                                         | 1823           | Thorvaldsens Museum                                               | A827             | Thorvaldsens Museum         |                                           | Cupido Anakreon |
|         | Józef Poniatowski                                                                   | 1826 1827 1832 |                                                                   |                  | Warszawa                    | rytterstatue                              | Józef Poniatowski |
|         | Den knælende Dåbsengel                                                              | 1827           |                                                                   |                  | Vor Frue Kirke              |                                           | |
|         | Spring                                                                              | 1836           | Germanisches Nationalmuseum                                       | Pl.O.3184        | Germanisches Nationalmuseum | allegori                                  | |
|         | De tre gratier lytter til Amors sang                                                | 1836           | Nasjonalmuseet                                                    | NG.S.01769       | Nasjonalmuseet              | mytologisk skulptur                       | |
|         | Kristus                                                                             | 1838           |                                                                   |                  | Vor Frue Kirke              |                                           | Jesus |
|         | Adam Oehlenschläger                                                                 | 1839           | Thorvaldsens Museum                                               | A226             | Thorvaldsens Museum         | portræt                                   | Adam Oehlenschläger |
|         | Bertel Thorvaldsen stående ved Håbets Gudinde                                       | 1839           |                                                                   |                  | Thorvaldsens Museum         |                                           | |
|         | Rebecca och Eliesar vid brunnen                                                     | 19th century   | Sveriges Nationalmuseum                                           | NMH 310/1987     | Sveriges Nationalmuseum     |                                           | |
|         | Kopernikusmonumentet i Warsawa                                                      | 19th century   |                                                                   |                  |                             | portræt                                   | |
|         | Temperance Fountain                                                                 | 1888           |                                                                   |                  | Tompkins Square Park        |                                           | |
|         | Pius VII's Gravsted                                                                 | 19th century   | Peterskirken                                                      | No/unknown value | Clementine Chapel           | funerary sculpture                        | Pave Pius 7. amorino engel Pavekrone Bibelen trone                                                                                              |
|         | Seated Mercury                                                                      | 19th century   | Bayerisches Nationalmuseum                                        | 76/125           | Bayerisches Nationalmuseum  | religiøs kunst                            | |
|         | Schillerdenkmal auf dem Schillerplatz (Stuttgart)                                   |                |                                                                   |                  |                             |                                           | |
|         | Nicolaus Copernicus Monument, Montreal                                              |                |                                                                   |                  |                             | kunst i det offentlige rum                | Nicolaus Kopernikus |
|         | Possibly Lady Louisa Bingham                                                        |                | National Gallery of Art Sculptures in the National Gallery of Art | 2011.101.2       | National Gallery of Art     |                                           | kvinde |
|         | Possibly Lady Georgiana Bingham                                                     |                | National Gallery of Art Sculptures in the National Gallery of Art | 2011.101.3       | National Gallery of Art     | buste                                     | |
|         | Lady Elizabeth Vernon, née Bingham                                                  |                | National Gallery of Art Sculptures in the National Gallery of Art | 2011.101.1       | National Gallery of Art     |                                           | |
|         | Cupid and the Graces by Bertel Thorvaldsen                                          |                | Thorvaldsens Museum                                               |                  |                             |                                           | Gratie |
|         | Matthæus                                                                            |                | Thorvaldsens Museum                                               | A88              |                             | nyklassicisme                             | |
|         | dansk 5-kroneseddel                                                                 |                |                                                                   |                  |                             |                                           | Bertel Thorvaldsen Gratie Kalundborg |
|         | Plan des Denkmals und der Umgebung von 1818                                         |                | Lucerne central and university library                            | LSa.17.1.69      |                             |                                           | |
|         | Flora Farnese                                                                       |                | Thorvaldsens Museum                                               | C717r            |                             |                                           | |
|         | Segnender Christus                                                                  |                |                                                                   |                  | Friedhof der Segensgemeinde | kunst i det offentlige rum religiøs kunst | Jesus |
|         | Bust of Saint Apollinaris                                                           |                |                                                                   |                  |                             |                                           | |